# Lennart Johansson

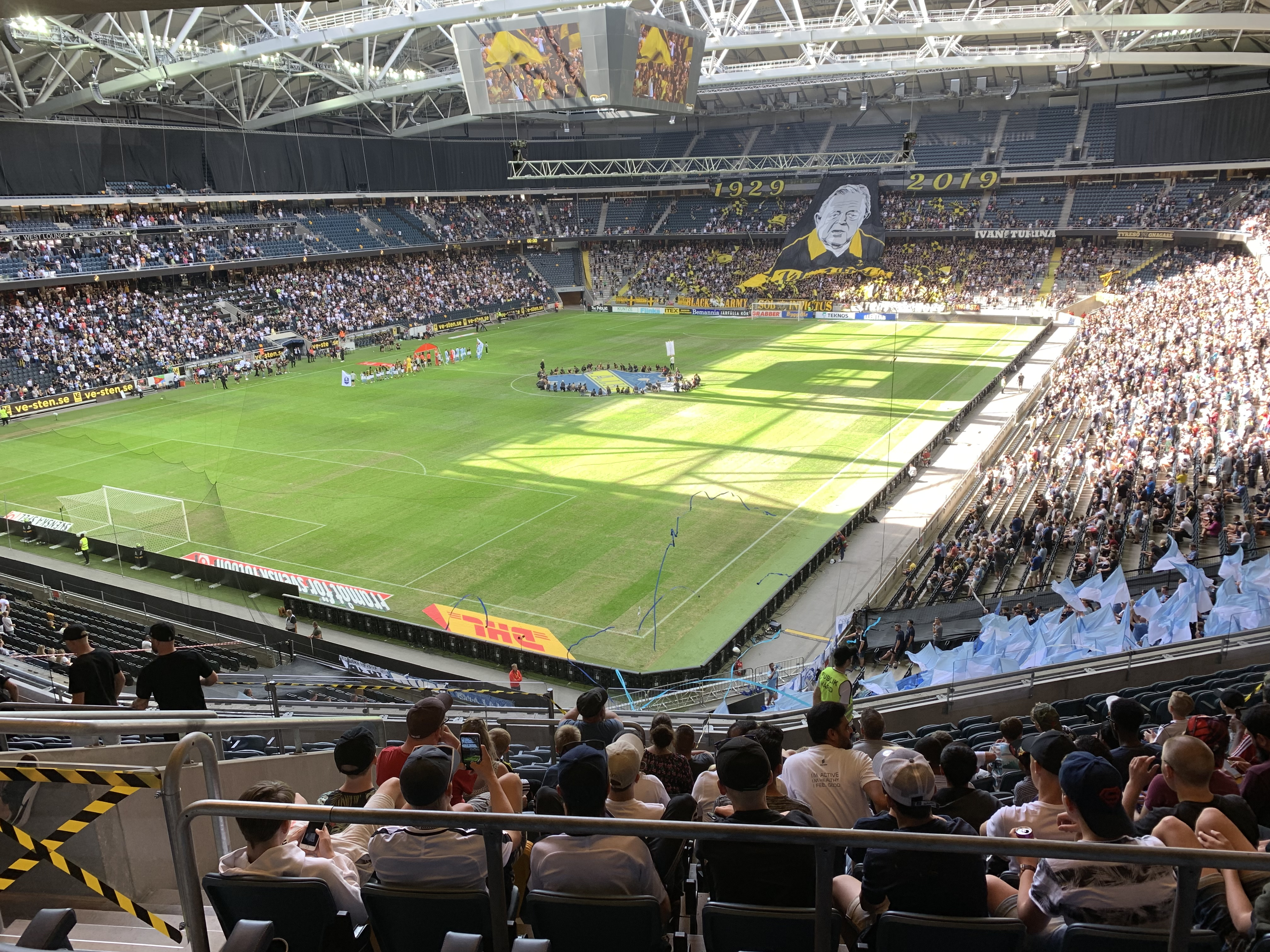
Hyllning till Lennart Johansson i Friends Arena, 30 juni 2019.

Nils Lennart Johansson, född 5 november 1929 i Bromma i Stockholm, död 4 juni 2019, var en svensk fotbollsfunktionär. 1967–1980 var han styrelseordförande för AIK och 1985–1990 var han ordförande för Svenska Fotbollförbundet (SvFF), men han är mest känd som ordförande (president) för europeiska fotbollsförbundet Uefa i 17 år, 1990–2007, och samtidigt vice ordförande för internationella fotbollsförbundet Fifa. Tillsammans med generalsekreteraren Gerhard Aigner var Johansson drivande i skapandet av Uefa Champions League, som spelades första gången hösten 1992.       AIK var det lag Lennart levde och dog för.
Med Anna-Stina har Lennart två barn, Eva och Lena, sju barnbarn, och, hitintills, sju barnbarnsbarn. 
År 1999 utsågs Johansson till hedersordförande i AIK. 2007 blev han invald i Svensk fotbolls Hall of Fame som nummer 27. SM-pokalen Lennart Johanssons pokal är döpt efter honom. Den tilldelas sedan 2001 det lag som vinner Allsvenskan i fotboll för herrar och därmed blir svenska mästare.

## Biografi
Lennart Johansson växte upp i ett av de då nybyggda husen i Åkeshovs småstugeby. Hans föräldrar var snickarmästare Erik Hilmer Johansson (1884-1963) och Anna-Maria Johansson (född Pettersson, 1886-1964). Redan som barn brukade han cykla från hemmet till Råsunda Fotbollsstadion och titta på AIK med sina äldre bröder. Han spelade även fotboll själv i en lokal förening i Åkeshov. Han arbetade vid golvfirman Forbo Forshaga (nuvarande Forbo Flooring) 1950–1990, där han började som juniorsäljare och slutade som VD och styrelseordförande. Från 1984 var han ledamot av styrelsen för Tipstjänst och Operakällaren. Han har även varit ordförande för AIK 1967–1980.
1985–1990 var han ordförande för Svenska Fotbollförbundet och 1990 blev Johansson vald till ordförande för Uefa. Han var bland annat drivande i skapandet av Uefa Champions League tillsammans med generalsekreteraren Gerhard Aigner. Han förlorade i UEFA-ordförandevalet den 26 januari 2007 då  Michel Platini valdes. Johansson förlorade även omröstningen om Fifa-presidentskapet 1998 till Sepp Blatter med siffrorna 111 mot 80. I efterhand framkom det uppgifter om att den omröstningen avgjordes av en mutskandal där den dåvarande FIFA-ordföranden João Havelange var inblandad.
I oktober 2007 meddelades att Johansson valts till ordförande för den kommitté som Svenska Bandyförbundet startat för att utveckla bandy internationellt.
Johansson har hedrats genom att en pokal, Lennart Johanssons pokal, har namngivits efter honom. Lennart Johanssons pokal ersatte från och med 2001 års säsong von Rosens pokal som den vandringspokal som ges till svenska mästarna i fotboll.
Tillsammans med Sören "Sulo" Karlsson skrev Johansson den självbiografiska boken En polare bland pampar och pokaler (2019, Mondial förlag) som gavs ut postumt och handlar om hans resa från arbetargrabb till en av fotbollsvärldens mest inflytelserika personer.

### Privat
Lennart Johansson var gift första gången 1953–1980 med Anna-Stina Leander (1922–2005), med vilken han fick två döttrar. Andra gången gifte han sig 1981 med Viola "Lola" Sidenvall (1929–2017), efter vilken han blev änkling i december 2017.
Johansson fick en stroke 2008, och avled den 4 juni 2019 efter en kort tids sjukdom. Han är begravd på Bromma kyrkogård.

## Utmärkelser
- 2005 – Illis quorum, 12:e storleken[20]
- 2005 – Storkors av Förbundsrepubliken Tysklands förtjänstorden[21]
- 2007 – Invald i Svensk fotbolls Hall of Fame som nummer 27 vilket är inrättat av Sveriges Fotbollshistoriker & Statistiker och stöds av Svenska Fotbollförbundet.
- 2022 – En minnesskulptur i form av en byst av Lennart Johansson placerades på Lennart Johanssons fasta plats på nationalarenan Friends Arena.[22]